# Danh sách người ủng hộ quyền động vật
Những người ủng hộ quyền động vật cũng như các nhà hoạt động giải phóng động vật giữ quan điểm từ chối các nhu cầu cơ bản nhất của các sinh vật hữu tình - chẳng hạn như tránh gây đau đớn, tổn thương đến động vật không phải con người (hay còn gọi là động vật phi nhân), trên cơ sở tư cách hội viên loài một mình, là một hình thức phân biệt đối xử giống như phân biệt chủng tộc hay phân biệt giới tính. Nhiều người ủng hộ quyền động vật cho rằng động vật phi nhân nên được coi là người và thành viên của cộng đồng đạo đức xứng đáng được bảo vệ pháp lý.

## Danh sách
Dưới đây là danh sách những người ủng hộ quyền động vật có sức ảnh hưởng lớn từ tất cả các vị trí trong phong trào, từ các học giả đến các nhà hoạt động, được liệt kê theo quốc gia khai sinh của họ. 
| Tên                                                   | Sinh          | Hình ảnh                                                                                              | Quốc tịch      | Nghề nghiệp | Nguồn                       |
| ----------------------------------------------------- | ------------- | --- | -------------- | --- | --------------------------- |
| Alain Delon                                           | 1935          | Tập tin:Delon Le Guépard (cropped).jpg                                                                | Pháp, Thụy Sĩ  | Diễn viên, doanh nhân, nhà hoạt động vì quyền động vật. | [ 2 ]                       |
| Alan Clark                                            | 1928–1999     | | Vương quốc Anh | Thành viên bảo thủ Nghị viện Plymouth Sutton (khu vực bầu cử Quốc hội Anh) 1974–1992 & Kensington & Chelsea (khu vực bầu cử Quốc hội Anh) 1997–1999, nhà sử học.                                                | [ 3 ]                       |
| Alasdair Cochrane                                     | 1978          | | Vương quốc Anh | Nhà lý luận chính trị tại Đại học Sheffield, tác giả của " Một lời tựa đến động vật và lý thuyết chính trị và Quyền động vật mà không giải phóng."                                                              | [ 4 ]                       |
| Alec Baldwin                                          | 1958          | | Hoa Kỳ         | Diễn viên, người kể chuyện " Gặp Thịt Của Bạn " (2002) | [ 5 ]                       |
| Alex Hershaft                                         | 1934          | | Hoa Kỳ         | Người sáng lập Phong trào quyền động vật trang trại và Chủ tịch Hội nghị quốc gia về quyền động vật của Hoa Kỳ                                                                                                  | [ 6 ]                       |
| Alice Drakoules                                       | 1850-1933     | | Vương quốc Anh | Người ủng hộ trọn đời và viên thủ quỹ của Liên minh nhân đạo. | [ 7 ]                       |
| Andrew Linzey                                         | 1951          | | Vương quốc Anh | Nhà thần học, người sáng lập Trung tâm đạo đức động vật Oxford | [ 8 ]                       |
| Anna Kingsford                                        | 1846–1888     | | Vương quốc Anh | Bác sĩ, người chống hành động giải phẫu sinh thể, tác giả của "Cách hoàn hảo trong chế độ ăn uống " (1881) | [ 9 ]                       |
| Annie Harvilicz                                       | 1977          | | Hoa Kỳ         | Ủy ban Y tế Thú y quốc gia của Hiệp hội Nhân đạo Hoa Kỳ | [ 10 ]                      |
| Antoine Goetschel                                     | 1958          | | Thụy Sĩ        | Luật sư, người bảo vệ động vật cho bang Zurich | [ 11 ]                      |
| Barry Horne                                           | 1952–2001     | | Vương quốc Anh | Nhà hoạt động vì quyền động vật, người tuyệt thực | [ 12 ]                      |
| Bob Barker                                            | 1923          | | Hoa Kỳ         | Cựu nhà tổ chức The Price is Right, người dẫn chương trình, nhà hoạt động vì quyền động vật |                             |
| Bob Linden                                            |               | | Hoa Kỳ         | Người sáng tạo, nhà sản xuất điều hành và chủ nhà của Go Vegan Radio | [ 13 ]                      |
| Brigid Brophy                                         | 1929–1995     | | Vương quốc Anh | Nhà văn, tác giả của một bài viết có sức ảnh hưởng "Quyền của động vật" trong '' Thời báo Chủ nhật '', London, năm 1965.                                                                                        | [ 14 ]                      |
| Brigitte Bardot                                       | 1934          | | Pháp           | Cựu nữ diễn viên, nhà hoạt động vì quyền động vật, người sáng lập Quỹ Brigitte Bardot | [ 15 ]                      |
| Bryan Adams                                           | 1959          | | Canada         | Nhạc sĩ, nhà vận động cho những người tranh đấu cho sự đối xử có đạo đức với động vật | [ 16 ]                      |
| Bruce Friedrich                                       | 1969          | | Hoa Kỳ         | Giám đốc điều hành, Viện thực phẩm tốt | [ 17 ]                      |
| Carla Lane                                            | 1928-2016     | | Vương quốc Anh | Nhà biên kịch truyền hình, điều hành khu bảo tồn động vật | [ 18 ]                      |
| Carol J. Adams                                        | 1951          | | Hoa Kỳ         | Nhà văn nữ quyền sinh thái, tác giả của "Chính trị tình dục của thịt" (1990) | [ 19 ]                      |
| Casey Affleck                                         | 1975          | | Hoa Kỳ         | Diễn viên, nhà hoạt động vì quyền động vật | [ 20 ]                      |
| Celia Hammond                                         | 1941          | | Vương quốc Anh | Cựu người mẫu, người sáng lập quỹ tín thác động vật Celia Hammond | [ 21 ]                      |
| Cesar Chavez                                          | 1927–1993     | | Hoa Kỳ         | Đồng sáng lập của United Farm Workers of America | [ 22 ]                      |
| Charlotte Laws                                        | 1960          | | Hoa Kỳ         | Tác giả, Người dẫn chương trình TV và Nhà hoạt động vì quyền động vật | [ 23 ]                      |
| Chris DeRose                                          | 1948          | | Hoa Kỳ         | Người sáng lập Cơ hội cuối cùng cho động vật | [ 24 ]                      |
| Chrissie Hynde                                        | 1951          | | Hoa Kỳ         | Ca sĩ - nhạc sĩ | [ 25 ]                      |
| Christine Korsgaard                                   | 1952          | | Hoa Kỳ         | Giáo sư triết học tại Đại học Harvard, tác giả của " Fellow Creatures " (2018) | [ 26 ]                      |
| Cleveland Amory                                       | 1917–1998     | | Hoa Kỳ         | Người sáng lập quỹ Động Vật, cựu chủ tịch hiệp hội chống giải phẫu sinh thể New England | [ 27 ]                      |
| David Barbarash                                       |               | | Canada         | Cựu phát ngôn viên cho Văn phòng báo chí giải phóng động vật Bắc Mỹ | [ 28 ]                      |
| David DeGrazia                                        |               | | Hoa Kỳ         | Giáo sư triết học tại Đại học George Washington, tác giả của " Lấy động vật nghiêm túc " (1996) | [ 29 ]                      |
| Dennis Kucinich                                       | 1946          | | Hoa Kỳ         | Nghị sĩ quốc hội | [ 30 ]                      |
| Douglas Adams                                         | 1952–2001     | | Vương quốc Anh | Nhà văn, nhà vận động cho Great Ape Project | [ 31 ]                      |
| Earth Crisis                                          | 1989          | | Hoa Kỳ         | Ban nhạc Metalcore, người tiên phong Vegan straight edge, nhà hoạt động quyền động vật và môi trường | [ 32 ]                      |
| Elisa Aaltola                                         | 1976          | | Phần Lan       | Triết gia, tác giả của " Cá nhân Động Vật: phân loại văn hóa và đạo đức " (2006) và " Đau khổ của Động Vật: triết học và văn hóa " (2012)                                                                       | [ 33 ]                      |
| Elizabeth Kucinich                                    | 1977          | | Vương quốc Anh | Giám đốc công vụ cho Ủy ban bác sĩ về y học có trách nhiệm | [ 34 ]                      |
| Frances Power Cobbe                                   | 1822–1904     | | Vương quốc Anh | Người sáng lập Hiệp hội chống giải phẫu sinh thể quốc gia và Liên hiệp Anh cho xóa bỏ giải phẫu sinh thể. | [ 35 ]                      |
| Gary L. Francione                                     | 1951          | | Hoa Kỳ         | Giáo sư Luật xuất sắc và học giả Nicholas deB. Katzenbach về Luật & Triết học tại Trường luật pháp Ruthgers – Newark, lãnh đạo Chủ nghĩa bãi nô, tác giả của " Động vật, Tài sản và Luật Pháp " (2005)          | [ 36 ]                      |
| Gauri Maulekhi                                        |               | | Ấn Độ          | Nhà hoạt động vì quyền động vật, Thư ký thành viên People for Animal Uttarakhand, Người được ủy thác cho động vật, Nhà tư vấn Hội Nhân đạo Quốc tế, Người được ủy thác People for Animal India                  | [ 37 ] [ 38 ] [ 39 ] [ 40 ] |
| Geezer Butler                                         | 1949          | | Vương quốc Anh | Thuần chay từ năm 17 tuổi, ủng hộ quyền động vật, người yêu động vật hết lòng, nhạc sĩ bass và thành viên sáng lập ban nhạc rock Black Sabbath.                                                                 | [ 41 ]                      |
| Gene Baur                                             | 1962          | | Hoa Kỳ         | Người sáng lập Farm Sanctuary | [ 42 ]                      |
| Gill Langley                                          | 1952          | | Vương quốc Anh | Nhà khoa học, nhà vận động chống lại việc sử dụng động vật trong nghiên cứu | [ 43 ]                      |
| Good Riddance                                         | 1986          | | Hoa Kỳ         | Ban nhạc Punk rock, nhà vận động cho Những người tranh đấu cho sự đối xử có đạo đức với động vật | [ 44 ]                      |
| Greg Avery                                            | 1963          | | Vương quốc Anh | Đồng sáng lập các chiến dịch Consort beagles, Save the Hillgrove Cat và SHAC | [ 45 ]                      |
| Harish Iyer                                           | 1979          | | Ấn Độ          | Nhà hoạt động vì quyền Động vật, LGBTQ và Trẻ em | [ 46 ]                      |
| Đại tướng không quân Hugh Dowding, 1st Baron Dowding  | 1882–1970     | | Vương quốc Anh | Chỉ huy của Bộ tư lệnh chiến đấu RAF, chủ tịch của Hội chống giải phẫu sinh thể quốc gia | [ 47 ]                      |
| James Aspey                                           | 1986          | | Úc             | Huấn luyện viên thể hình, diễn giả quyền động vật | [ 48 ]                      |
| James Cromwell                                        | 1940          | | Hoa Kỳ         | Diễn viên, đóng vai người nông dân trong Babe (1995) | [ 49 ]                      |
| Jean Clemens                                          | 1880–1909     | | Hoa Kỳ         | Con gái củaMark Twain | [ 50 ]                      |
| J. M. Coetzee                                         | 1940          | | Nam Phi        | Tiểu thuyết gia, người nhận giải thưởng 2003 Giải thưởng Nobel về văn học, tác giả của " Cuộc sống của động vật "(1999)                                                                                         | [ 51 ]                      |
| Jeremy Bentham                                        | 1748–1832     | | Vương quốc Anh | Nhà triết học, tác giả của câu trích dẫn "The question is not, Can they ''reason''? nor, Can they ''talk''? but, Can they ''suffer''?"                                                                          | [ 52 ]                      |
| Joan Dunayer                                          |               | | Hoa Kỳ         | Tác giả của '' Bình đẳng động vật '' (2001) và ''Đẳng cấp loài '' (2004) | [ 53 ]                      |
| Jo-Anne McArthur                                      | 1976          | | Canada         | Nhiếp ảnh gia, người sáng lập dự án We Animal và chủ đề '' Những bóng ma trong cỗ máy của chúng tôi '' | [ 54 ]                      |
| Joey Carbstrong                                       | 1986          | | Úc             | Nhà hoạt động vì quyền động vật | [ 55 ]                      |
| John Feldman                                          | 1967          | | Hoa Kỳ         | Nhạc sĩ, xuất hiện trong Đằng sau lớp mặt nạ (phim tài liệu năm 2006) | [ 56 ]                      |
| Jordan Halliday                                       | 1987          | | Hoa Kỳ         | Nhà hoạt động vì quyền động vật, Grand Jury Resister & đồng chủ nhà của một podcast chính trị Which side | [ 57 ]                      |
| Juliet Gellatley                                      |               | | Vương quốc Anh | Người sáng lập và giám đốc của Tiếng nói quốc tế cho động vật của người ăn chay | [ 58 ]                      |
| K.d. Lang                                             | 1961          | | Canada         | Nhạc sĩ - ca sĩ | [ 59 ]                      |
| Karen Davis                                           | 1944          | | Hoa Kỳ         | Chủ tịch của United Poultry Concerns, tác giả của " Cuộc tàn sát và câu chuyện của người hầu gái " (2005) | [ 60 ]                      |
| Kesha                                                 | 1987          | | Hoa Kỳ         | Ca sĩ-nhạc sĩ và rapper | [ 61 ]                      |
| Kim Basinger                                          | 1953          | | Hoa Kỳ         | Nữ diễn viên, người mẫu, nhà hoạt động vì quyền động vật | [ 62 ]                      |
| Lawrence Finsen                                       |               | | Hoa Kỳ         | Giáo sư triết học tại Đại học Redlands, đồng tác giả của "Phong trào quyền động vật ở Mỹ " (1994) | [ 63 ]                      |
| Lee Hall                                              | 1961          | | Hoa Kỳ         | Luật sư, giám đốc pháp lý của Những người bạn của động vật | [ 64 ]                      |
| Linda McCartney                                       | 1941–1998     | | Hoa Kỳ         | Nhiếp ảnh gia, nhạc sĩ, người sáng lập Thực phẩm Linda McCartney | [ 65 ]                      |
| Lisa Kemmerer                                         |               | | Hoa Kỳ         | Nhà hoạt động triết học, tác giả và nhà giáo dục | [ 66 ]                      |
| Lizzy Lind af Hageby                                  | 1878–1963     | | Thụy Điển      | Người sáng lập Hội bảo vệ động vật và chống giải phẫu sinh thể động vật, được biết đến với vụ việc chó nâu | [ 67 ]                      |
| Ludvig Lindström                                      | 1975          | | Thụy Điển      | Nhà hoạt động vì quyền động vật, người sáng lập Tổ chức Hạnh phúc Toàn cầu | [ 68 ]                      |
| Lydia Canaan                                          |               | | Li Băng        | Ca sĩ-nhạc sĩ, ngôi sao nhạc rock đầu tiên của Trung Đông,đại biểu Liên hợp quốc, nhà hoạt động vì quyền động vật, người hỗ trợ phúc lợi động vật                                                               | [ 69 ] [ 70 ] [ 71 ]        |
| Maneka Gandhi                                         | 1956          | | Ấn Độ          | Chính trị gia, người sáng lập People for Animal | [ 72 ]                      |
| Marc Bekoff                                           | 1945          | | Hoa Kỳ         | Giáo sư danh dự về sinh thái học và sinh học tiến hóa tại Đại học Colorado, Boulder, đồng sáng lập với Jane Goodall về Đạo đức học cho đối xử có đạo đức với động vật                                           | [ 73 ]                      |
|                                                       |               | |                | |                             |
| Margaret Cavendish, Nữ công tước xứ Newcastle-Ty-Tyne | 1623–1673     | | Vương quốc Anh | Nhà văn, chống hành động giải phẫu sinh thể | [ 74 ]                      |
| Margarita Carretero-Gonzalez                          |               | | Tây Ban Nha    | Giáo sư Văn học Anh tại Đại học Granada Tây Ban Nha và hội viên của Trung tâm đạo đức động vật Oxford |                             |
| Marti Kheel                                           | 1948–2011     | | Hoa Kỳ         | Nhà văn nữ quyền sinh thái, người sáng lập Nữ quyền vì quyền động vật | [ 75 ]                      |
| Martin Balluch                                        | 1954          | | Áo             | Đồng sáng lập ''Vegane Gesellschaft Österreich'', chủ tịch của ''Verein Gegen Tierfabriken'' | [ 76 ]                      |
| Matt Ball                                             | 1968          | | Hoa Kỳ         | Đồng sáng lập và Chủ tịch của One Step for Animal, Chuyên gia quan hệ truyền thông cao cấp cho Viện thực phẩm tốt, thuần chay, đồng tác giả của " Cẩm nang nhà hoạt động động vật " (2009)                      | [ 77 ]                      |
| Mel Broughton                                         | 1960          | | Vương quốc Anh | Đồng sáng lập chiến dịch NÓI | [ 78 ]                      |
| Melanie Joy                                           | 1966          | | Vương quốc Anh | Nhà tâm lý học xã hội và nhà hoạt động thuần chay, được chú ý khi ban hành thuật ngữ Carnism |                             |
| Michael Aufhauser                                     | 1952          | | Đức            | Người sáng lập Gut Aiderbichl, một khu bảo tồn động vật | [ 79 ]                      |
| Michela Vittoria Brambilla                            | 1967          | | Ý              | Chính trị gia | [ 80 ]                      |
| Muriel Dowding, Baroness Dowding                      | 1908–1981     | | Vương quốc Anh | Người sáng lập Beauty Without Cruelty | [ 81 ]                      |
| Neal Barnard                                          | 1953          | | Hoa Kỳ         | Chủ tịch Ủy ban bác sĩ về y học có trách nhiệm | [ 82 ]                      |
| Ned Buyukmihci                                        |               | | Vương quốc Anh | Bác sĩ thú y, người sáng lập Hiệp hội bác sĩ thú y vì quyền động vật | [ 83 ]                      |
| Niko Koffeman                                         | 1958          | | Hà Lan         | Thượng nghị sĩ, Party for the Animals | [ 84 ]                      |
| Nina Douglas-Hamilton, Nữ công tước Hamilton          | 1878–1951     | | Vương quốc Anh | Đồng sáng lập Hội bảo vệ động vật và chống giải phẫu sinh thể động vật | [ 85 ]                      |
| Pamela Anderson                                       | 1967          | | Canada         | Người mẫu, nhà vận động cho những người tranh đấu cho sự đối xử có đạo đức với động vật | [ 86 ]                      |
| Paola Cavalieri                                       | 1950          | | Ý              | Triết gia, nhà vận động cho Great Ape Project | [ 87 ]                      |
| Pattrice Jones                                        | 1961          | | Hoa Kỳ         | Nhà văn, nhà giáo dục, nhà hoạt động, đồng sáng lập khu bảo tồn VINE | [ 88 ]                      |
| Priscilla Cohn                                        |               | | Hoa Kỳ         | Giáo sư danh dự về triết học tại Đại học bang Pennsylvania, phó giám đốc của Trung tâm đạo đức động vật Oxford                                                                                                  | [ 89 ]                      |
| Robert Garner                                         | 1960          | | Vương quốc Anh | Giáo sư lý luận chính trị tại Đại học Leicester; đồng tác giả của " Cuộc tranh luận về quyền động vật: Bãi bỏ hay điều chỉnh?" (2010)                                                                           | [ 90 ]                      |
| Roberta Kalechofsky                                   | 1931          | | Hoa Kỳ         | Nhà văn, tác giả của '' Đau khổ của động vật và Cuộc tàn sát: Vấn đề so sánh '' (2003) | [ 91 ]                      |
| Rod Coronado                                          | 1966          | | Hoa Kỳ         | Nhà hoạt động vì quyền động vật, trước đây cho Mặt trận giải phóng động vật, Earth First! và Mặt trận giải phóng trái đất                                                                                       | [ 92 ]                      |
| Roger Fouts                                           | 1943          | | Hoa Kỳ         | Nhà nghiên cứu linh trưởng được biết đến với công việc"Cô" tinh tinh Washoe, cố vấn cho Trung tâm đạo đức động vật Oxford                                                                                       | [ 93 ]                      |
| Ronnie Lee                                            | 1951          | | Vương quốc Anh | Người sáng lập Mặt trận giải phóng động vật | [ 94 ]                      |
| Rukmini Devi                                          | 1904–1986     | | Ấn Độ          | Vũ công, người sáng lập Hội đồng phúc lợi động vật Ấn Độ | [ 95 ]                      |
| Scott Crary                                           | 1978          | | Hoa Kỳ         | Đạo diễn phim | [ 96 ]                      |
| Shane và Sia Barbi                                    | 1963          | | Hoa Kỳ         | Người mẫu | [ 97 ]                      |
| Shannon Keith                                         | 1973          | | Hoa Kỳ         | Luật sư quyền động vật, đạo diễn củaĐằng sau chiếc mặt nạ (2006) | [ 98 ]                      |
| Stephen R. L. Clark                                   | 1945          | | Vương quốc Anh | Giáo sư triết học tại Đại học Liverpool (1984–2009), tác giả của " Nhân quyền pháp đạo đức của động vật " (1977)                                                                                                | [ 99 ]                      |
| Stevan Harnad                                         | 1945          | | Hungary        | Chủ tịch nghiên cứu Canada trong Khoa học nhận thức, Đại học du Québec à Montreal | [ 100 ]                     |
| Steven Best                                           | 1955          | | Hoa Kỳ         | Triết gia, cựu phát ngôn viên cho Văn phòng báo chí giải phóng động vật | [ 101 ]                     |
| Sue Coe                                               | 1951          | | Vương quốc Anh | Nghệ sĩ, họa sĩ minh họa, tác giả của "Tàn ác: Nhân chứng cho sự bóc lột động vật" (2012) | [ 102 ]                     |
| Tal Gilboa                                            | 1978          | | Israel         | Người sáng lập Mặt trận Giải phóng Động vật Israel | [ 103 ]                     |
| Tom Beauchamp                                         | 1939          | | Hoa Kỳ         | Giáo sư triết học tại Đại học Georgetown, đồng tác giả của " Con người sử dụng động vật " (1998) | [ 104 ]                     |
| V. R. Krishna Iyer                                    | 1915          | | Ấn Độ          | Cựu thẩm phán của Tòa án Tối cao Ấn Độ | [ 105 ]                     |
| Waka Flocka Flame                                     | 1986          | | Hoa Kỳ         | Rapper | [ 106 ]                     |
| Wayne Hsiung                                          | 1981          | | Hoa Kỳ         | Luật sư, nhà hoạt động Giải cứu công khai, đồng sáng lập Hành động trực tiếp ở mọi nơi | [ 107 ]                     |
| Dan Lyons                                             |               | | Vương quốc Anh | CEO, Trung tâm động vật và công bằng xã hội | [ 108 ]                     |
| Mary McCartney                                        | 1969          | | Vương quốc Anh | Nhiếp ảnh gia, đã chụp ảnh cho Những người tranh đấu cho sự đối xử có đạo đức với động vật | [ 109 ]                     |
| Paul McCartney                                        | 1942          | | Vương quốc Anh | Nhạc sĩ, nhà vận động cho Những người tranh đấu cho sự đối xử có đạo đức với động vật | [ 110 ]                     |
| Stella McCartney                                      | 1971          | | Vương quốc Anh | Nhà thiết kế thời trang, nhà vận động cho Những người tranh đấu cho sự đối xử có đạo đức với động vật | [ 111 ]                     |
| Melody MacDonald                                      |               | | Vương quốc Anh | Nhà hoạt động vì quyền động vật, tác giả của " Bị bắt trong hành động: Cuộc điều tra Feldberg " (1994) | [ 112 ]                     |
| Colin McGinn                                          | 1950          | | Vương quốc Anh | Giáo sư triết học, Đại học Miami | [ 113 ]                     |
| Bill Maher                                            | 1956          | | Hoa Kỳ         | Diễn viên hài, nhà bình luận chính trị, giám đốc hội đồng quản trị của Những người tranh đấu cho sự đối xử có đạo đức với động vật                                                                              | [ 114 ]                     |
| Keith Mann                                            |               | | Vương quốc Anh | Nhà hoạt động vì quyền động vật, tác giả của Từ hoàng hôn tới hừng đông: Quan điểm của người trong cuộc về sự phát triển của phong trào giải phóng động vật (2007)                                              | [ 115 ]                     |
| Dan Mathews                                           | 1964          | | Hoa Kỳ         | Phó chủ tịch cấp cao của Những người tranh đấu cho sự đối xử có đạo đức với động vật | [ 116 ]                     |
| Brian May                                             | 1947          | | Vương quốc Anh | Nhạc sĩ, tay chơi guitar củaQueen và người sáng tác Save Me, nhà vật lý thiên văn. | [ 117 ]                     |
| Merzbow                                               | 1956          | | Nhật Bản       | Nghệ sĩ Noise music, thuần chay, nhiều album với chủ đề quyền động vật. | [ 118 ]                     |
| Lea Michele                                           | 1986          | | Hoa Kỳ         | Nữ diễn viên, ca sĩ, nhà vận động cho Những người tranh đấu cho sự đối xử có đạo đức với động vật | [ 119 ]                     |
| Moby                                                  | 1965          | | Hoa Kỳ         | Nhạc sĩ, DJ, phát hànhAlbum Quyền động vật (1996). | [ 120 ]                     |
| Jeffrey Moussaieff Masson                             | 1941          | | Hoa Kỳ         | Cựu nhà phân tâm học, tác giả của ''Khi Voi chảy nước mắt'' (1995) | [ 121 ]                     |
| Mary Midgley                                          | 1919          | | Vương quốc Anh | Cựu giảng viên cao cấp về triết học tại Đại học Newcastle, tác giả của " Động vật và tại sao họ quan trọng "(1983)                                                                                              | [ 122 ]                     |
| Heather Mills                                         | 1968          | | Vương quốc Anh | Nhân vật truyền thông, doanh nhân, nhà vận động cho Tiếng nói quốc tế dành cho động vật của người ăn chay - Viva!                                                                                               | [ 123 ]                     |
| Shaun Monson                                          | 1958          | | Vương quốc Anh | Đạo diễn của phim tài liệu Earthlings (2005) | [ 124 ]                     |
| José Ferrater Mora                                    | 1912-1991     | | Tây Ban Nha    | Triết gia, được vinh danh bởi Trung tâm đạo đức động vật Ferrater Mora Oxford | [ 125 ]                     |
| Morrissey                                             | 1959          | | Vương quốc Anh | Nhạc sĩ - ca sĩ | [ 126 ]                     |
| Jesús Mosterín                                        | 1941          | | Tây Ban Nha    | Giáo sư Logic và triết học khoa học tại Đại học Barcelona, chủ tịch danh dự của Dự án Great Ape Tây Ban Nha. | [ 127 ]                     |
| Ingrid Newkirk                                        | 1949          | | Vương quốc Anh | Đồng sáng lập và chủ tịch của Những người tranh đấu cho sự đối xử có đạo đức với động vật | [ 128 ]                     |
| David Nibert                                          | 1953          | | Hoa Kỳ         | Người theo chủ nghĩa bãi nô, giáo sư xã hội học tại Đại học Wittenberg. | [ 129 ]                     |
| Heather Nicholson                                     | 1967          | | Vương quốc Anh | Đồng sáng lập của các chiến dịch Consort beagles, Save the Hillgrove Cat và SHAC | [ 130 ]                     |
| Jack Norris                                           | 1967          | | Hoa Kỳ         | Đồng sáng lập và giám đốc điều hành Vegan Outreach, thuần chay, tác giả của " Vitamin B12: Bạn có nhận được nó không?" Và " Giữ sức khỏe với chế độ ăn uống từ thực vật ", thành viên Hội trường quyền động vật |                             |
| Martha Nussbaum                                       | 1947          | | Hoa Kỳ         | Triết gia, giáo sư Luật và đạo đức dịch vụ xuất sắc Ernst Freund tại Đại học Chicago | [ 131 ]                     |
| Natasja Oerlemans                                     | 1969          | | Hà Lan         | Chính trị gia, Party for the Animals | [ 132 ]                     |
| Peggy Oki                                             | 1956          | | Hoa Kỳ         | Người trượt ván, nhà hoạt động vì quyền động vật, nhà vận động chống đánh bắt cá voi | [ 133 ]                     |
| Kelly Overton                                         |               | | Hoa Kỳ         | Giám đốc điều hành của người dân bảo vệ động vật và môi trường sống của họ. | [ 134 ]                     |
| Esther Ouwehand                                       | 1976          | | Hà Lan         | Thành viên của Nghị viện, Party for the Animals | [ 135 ]                     |
| Alex Pacheco                                          | 1958          | | Hoa Kỳ         | Đồng sáng lập Những người tranh đấu cho sự đối xử có đạo đức với động vật | [ 136 ]                     |
| Colleen Patrick-Goudreau                              | 1970          | | Hoa Kỳ         | Tác giả, người ủng hộ động vật, người làm Podcast |                             |
| David Pearce                                          |               | | Vương quốc Anh | Triết gia, nhà hoạt động động vật và thuần chay | [ 137 ]                     |
| Jill Phipps                                           | 1964–1995     | | Vương quốc Anh | Nhà hoạt động bảo vệ quyền động vật, nhà vận động chống lại xuất khẩu trực tiếp | [ 138 ]                     |
| Joaquin Phoenix                                       | 1974          | | Puerto Rico    | Diễn viên, nhà hoạt động vì quyền động vật, người kể chuyện của Earthlings (2005) | [ 139 ]                     |
| River Phoenix                                         | 1970–1993     | | Hoa Kỳ         | Diễn viên, nhà hoạt động vì quyền động vật | [ 140 ]                     |
| Summer Phoenix                                        | 1978          | | Hoa Kỳ         | Nữ diễn viên, nhà hoạt động vì quyền động vật | [ 141 ]                     |
| Pink                                                  | 1979          | | Hoa Kỳ         | Ca sĩ | [ 142 ]                     |
| James Rachels                                         | 1941–2003     | | Hoa Kỳ         | Triết gia | [ 143 ]                     |
| Qiu Renzong                                           | (khoảng 1933) | | Trung Quốc     | Nhà đạo đức sinh học | [ 144 ]                     |
| Jacy Reese                                            |               | | Hoa Kỳ         | Nhà văn, nhà nghiên cứu, người ủng hộ lòng vị tha hiệu quả | [ 145 ]                     |
| Tom Regan                                             | 1951          | | Hoa Kỳ         | Giáo sư danh dự triết học tại Đại học bang North Carolina, tác giả của Trường hợp cho quyền động vật (1983) | [ 146 ]                     |
| Bernard Rollin                                        | 1943          | | Hoa Kỳ         | Giáo sư triết học, khoa học động vật và khoa học y sinh tại Đại học bang Colorado | [ 147 ]                     |
| Zoe Rosenberg                                         | 2002          | | Hoa Kỳ         | Nhà hoạt động vì động vật và người sáng lập Khu bảo tồn động vật Happy Hen | [ 148 ]                     |
| Craig Rosebraugh                                      | 1951          | | Hoa Kỳ         | Nhà văn, nhà môi trường học, nhà hoạt động bảo vệ quyền động vật | [ 149 ]                     |
| Mark Rowlands                                         | 1962          | | Vương quốc Anh | Giáo sư triết học tại Đại học Miami, tác giả của The Philosopher and the Wolf (2008) | [ 150 ]                     |
| Nathan Runkle                                         | (khoảng 1984) | | Hoa Kỳ         | Người sáng lập và giám đốc điều hành của Mercy for Animal | [ 151 ]                     |
| Richard D. Ryder                                      | 1940          | | Vương quốc Anh | Nhà tâm lý học, đặt ra thuật ngữ"speciesism" vào năm 1970 | [ 152 ]                     |
| Becky Sanstedt                                        | (khoảng 1960) | | Hoa Kỳ         | Nhà hoạt động bảo vệ quyền động vật, cựu điều tra viên của Khu bảo tồn nông trại | [ 153 ]                     |
| Steve Sapontzis                                       |               | | Hoa Kỳ         | Giáo sư danh dự triết học tại Đại học bang California, East Bay, tác giả của "Đạo đức, Lý trí và Động vật " (1987)                                                                                              | [ 154 ]                     |
| Alicia Silverstone                                    | 1976          | | Hoa Kỳ         | Nữ diễn viên Hollywood |                             |
| Isaac Bashevis Singer                                 | 1902–1991     | | Ba Lan         | Người chiến thắng Giải thưởng Nobel về văn học năm 1978 | [ 155 ]                     |
| Henry Stephens Salt                                   | 1851–1939     | | Vương quốc Anh | Nhà vận động dân quyền, tác giả của '' Quyền của động vật: Được coi là có liên quan đến tiến bộ xã hội '' (1894)                                                                                                | [ 156 ]                     |
| Anuradha Sawhney                                      |               | | Ấn Độ          | Trưởng ban Ấn Độ hoạt động cho Những người tranh đấu cho sự đối xử có đạo đức với động vật | [ 157 ]                     |
| Peter Singer                                          | 1946          | | Úc             | Triết gia đạo đức học, tác giả của cuốn sách Giải phóng động vật (1975) | [ 158 ]                     |
| Paul Shapiro                                          | 1979          | | Hoa Kỳ         | Phó chủ tịch chính sách cho Hiệp hội Nhân đạo Hoa Kỳ | [ 159 ]                     |
| Henry Spira                                           | 1927–1998     | | Hoa Kỳ         | Nhà hoạt động vì quyền động vật, người sáng lập ''Quyền động vật quốc tế''. | [ 160 ]                     |
| Gary Steiner                                          | 1956          | | Hoa Kỳ         | Giáo sư triết học John Howard Harris tại Đại học Bucknell, triết gia đạo đức học. | [ 161 ]                     |
| William O. Stephens                                   | 1962          | | Hoa Kỳ         | Giáo sư triết học và Kinh điển tại Đại học Creighton | [ 162 ]                     |
| Steve-O                                               | 1974          | | Vương quốc Anh | Diễn viên đóng thế, nhà hoạt động bảo vệ quyền động vật | [ 163 ]                     |
| Pelle Strindlund                                      | 1971          | | Thụy Điển      | Nhà văn, thành viên sáng lập Dịch vụ cứu hộ | [ 164 ]                     |
| Cass Sunstein                                         | 1954          | | Hoa Kỳ         | Giáo sư Luật tại Trường Luật Harvard, Quản trị viên của Nhà Trắng văn phòng Thông tin và Điều tiết | [ 165 ]                     |
| Elissa Sursara                                        | 1988          | Tập tin:Elissa Sursara in the bridge of the MY Steve Irwin for Sea Shepherd Conservation Society..jpg | Úc             | Chuyên gia động vật hoang dã, phóng viên môi trường vànhân cách truyền thông |                             |
| David Sztybel                                         | 1967          | | Canada         | Triết gia chuyên về đạo đức động vật. | [ 166 ]                     |
| Peter Tatchell                                        | 1952          | | Úc             | Nhà hoạt động nhân quyền | [ 167 ]                     |
| Angus Taylor                                          |               | | Canada         | Triết gia chuyên về quyền động vật | [ 168 ]                     |
| Sunaura Taylor                                        | 1982          | | Hoa Kỳ         | Họa sĩ, nhà văn và nhà hoạt động vì khuyết tật và quyền động vật | [ 169 ]                     |
| Marianne Thieme                                       | 1972          | | Hà Lan         | Thành viên của Nghị viện, Party for the Animals | [ 170 ]                     |
| Lynda Thomas                                          | 1981          | | Mexico         | Nhạc sĩ/ca sĩ đã ngừng hoạt động, nhà hoạt động ẩn danh | [ 171 ]                     |
| Darren Thurston                                       | (khoảng 1970) | | Canada         | Nhà hoạt động bảo vệ quyền động vật | [ 172 ]                     |
| Bob and Jenna Torres                                  |               | | Hoa Kỳ         | Nhà văn, nhà hoạt động thuần chay và quyền động vật | [ 173 ]                     |
| Andrew Tyler                                          | 1946-2017     | | Vương quốc Anh | Giám đốc Viện trợ động vật, nhà vận động, nhà báo về quyền động vật | [ 174 ]                     |
| Jane Velez-Mitchell                                   | 1955          | | Hoa Kỳ         | Nhà báo truyền thông xã hội | [ 175 ]                     |
| John Vyvyan                                           | 1908-1975     | | Vương quốc Anh | Nhà văn, tác giả của '' Mặt tối của khoa học '' (1971) | [ 176 ]                     |
| Jerry Vlasak                                          | 1958          | | Hoa Kỳ         | Bác sĩ, cựu phát ngôn viên Văn phòng báo chí giải phóng động vật | [ 177 ]                     |
| Alice Walker                                          | 1944          | | Hoa Kỳ         | Tiểu thuyết gia, nhà văn viết truyện ngắn, nhà thơ và nhà hoạt động | [ 178 ]                     |
| Donald Watson                                         | 1910–2005     | | Vương quốc Anh | Người sáng lập của Hiệp hội Thuần Chay Anh | [ 179 ]                     |
| Robin Webb                                            | 1945          | | Vương quốc Anh | Người phát ngôn của Văn phòng báo chí giải phóng động vật Anh | [ 180 ]                     |
| Betty White                                           | 1922          | | Hoa Kỳ         | Nữ diễn viên, nhà hoạt động vì quyền động vật |                             |
| Caroline Earle White                                  | 1833–1916     | | Hoa Kỳ         | Đồng sáng lập Hiệp hội phòng chống tàn ác đối với động vật Pennsylvania, người sáng lập Hiệp hội chống giải phẫu sinh thể Mỹ                                                                                    | [ 181 ]                     |
| Liz White                                             | (khoảng 1950) | | Canada         | Lãnh đạo của Đảng cử tri môi trường liên minh động vật Canada | [ 182 ]                     |
| Steven M. Wise                                        | 1952          | | Hoa Kỳ         | Giáo sư luật, tác giả của ''Rattling the Case: Hướng tới quyền hợp pháp cho động vật'' (2000) | [ 183 ]                     |
| Ursula Wolf                                           | 1951          | | Đức            | Triết gia, tác giả của ''Das Tier in der Moral'' (1990) | [ 184 ]                     |
| Gretchen Wyler                                        | 1932–2007     | | Hoa Kỳ         | Nữ diễn viên, vũ công, nhà hoạt động vì quyền động vật và người sáng lập Giải thưởng Genesis - sản xuất các tác phẩm xuất sắc nâng cao nhận thức cộng đồng về các vấn đề động vật                               | [ 185 ]                     |
| Jon Wynne-Tyson                                       | 1924          | | Vương quốc Anh | Người sáng lập Centaur Press, tác giả của '' Vòng tròn mở rộng: Một cuốn sách phổ biến về quyền động vật '' (1985)                                                                                              | [ 186 ]                     |
| Roger Yates                                           | 1957          | | Vương quốc Anh | Nhà xã hội học, đồng sáng lập Thuần Chay Ailen: Hiệp hội thuần chay Ai-len | [ 187 ]                     |
| Peter Daniel Young                                    |               | | Hoa Kỳ         | Nhà hoạt động vì quyền động vật | [ 188 ]                     |
| Gary Yourofsky                                        | 1970          | | Hoa Kỳ         | Nhà hoạt động vì quyền động vật | [ 189 ]                     |
| Benjamin Zephaniah                                    | 1958          | | Vương quốc Anh | Nhà thơ Rastafari, người bảo trợ danh dự của Hiệp hội Thuần Chay | [ 190 ]                     |